# Microrégion de Goioerê
La microrégion de Goioerê est l'une des deux microrégions qui subdivisent le centre-ouest de l'État du Paraná au Brésil.
Elle comporte 11 municipalités qui regroupaient 110 999 habitants en 2006 pour une superficie totale de 4 868 km².

## Municipalités[1]
- Altamira do Paraná
- Boa Esperança
- Campina da Lagoa
- Goioerê
- Janiópolis
- Juranda
- Moreira Sales
- Nova Cantu
- Quarto Centenário
- Rancho Alegre d'Oeste
- Ubiratã